# Charles Twagira
Charles Twagira est un médecin rwandais, installé en France, accusé et condamné au Rwanda de participation au génocide des Tutsis.

## Biographie
Pendant le génocide rwandais de 1994, le Dr Twagira était directeur de l'hôpital de Kibuye. Selon des témoins, il aurait également été l'un des organisateurs du génocide dans la ville et ses environs, incitant la population locale à assassiner les Tutsis. En tant que directeur de l'hôpital, il aurait utilisé son poste pendant cette période pour, entre autres, établir des points de contrôle à l'extérieur et à l'intérieur de l'hôpital, permettant aux militants Interahamwe de saisir et tuer des patients tutsis. Le Dr Twagira aurait également participé au massacre de la famille d'un autre médecin, le Dr Camille Karibwende, et aurait bloqué l'aide médicale aux milliers de réfugiés tutsis rassemblés au stade Gatwaro. En 1994, le Dr Twagira a fui au Zaïre puis a vécu au Bénin jusqu'en 2006. En 2006, lui et sa femme s'installent définitivement en France., où il a obtenu la citoyenneté locale et jusqu'en 2018, malgré les allégations portées contre lui, il a travaillé dans divers hôpitaux locaux.
1er septembre 2009, le Tribunal rwandais Bwishyura Gacaca condamne le Dr Charles Twagira par contumace à la prison à vie pour crime de génocide et, en 2004, le Rwanda a émis un mandat d'arrêt international contre le Dr Twagira.
Il a exercé comme médecin urgentiste en France,,,,,,,.

## Meurtre de la femme et des enfants du Dr. Camille Kalimwabo

### Contexte
Dr. Camille Kalimwabo est responsable du centre hospitalier de Kibuye avant l'arrivée du docteur Charles Twagira.

### Déroulement
Son collègue, le docteur allemand Wolfgang Blam cache Béatrice, la femme du Dr. Camille Kalimwabo et leurs enfants dans un logement à côté du sien. Hassan, un des interhamwé témoigne de l'arrivée des miliciens pour tuer cette famille et de la présence du docteur Charles Twagira qui intervient et appui le meurtre des enfants et la femme du docteur Camille Kalimwabo.